# Cascina San Fedele
Cascina San Fedele è una delle architetture che si trovano all'interno del Parco di Monza.

## Storia e descrizione
Posta in una posizione dominante al di sopra di un poggio naturale, idealmente contrapposta alla Torretta dei Giardini Reali di Monza, sorge sfruttando alcune parti dell'antico xenodochio dedicato a San Fedele. Il nuovo edificio si presenta in forme neogotiche, secondo il disegno del Canonica, che la progettò nel 1809. L'estrema eleganza dell'edificio rientra tradisce l'originario intento di voler dare uguale dignità e ricercatezza a tutte le architetture presenti all'interno del Parco, comprese quelle adibite a semplice funzione agricola.
La facciata dell'avancorpo principale è rivestita con marmi bitonali bianchi e grigi; le finestre, ogivali, sono arricchite da bifore recuperate della demolita Chiesa di Santa Maria in Brera a Milano, opera quattrocentesca di Balduccio da Pisa. Architettonicamente la facciata cuspidata al centro sembra voler raccordare l'intero edificio con la torretta spiccatamente neogotica che spunta sopra il tetto. Il corpo principale, a pianta cruciforme, ospitava al pian terreno una cucina con un grande forno, un pozzo e un lavatoio, collegati alle stalle, alla latrina e ai pollai; al piano superiore era invece dotata di camere da letto, col fienile e il ripostiglio collegati alla scala di servizio posteriore. Questi ambienti sono stati recentemente trasformati, conformemente alla nuova destinazione d'uso dell'edificio, che ospita nella stagione estiva attività didattiche promosse dal Comune di Monza.
La cascina si presenta oggi con l'addossamento di un nuovo corpo di fabbrica in cemento, posto alle sue spalle, avvenuto nel 1960, anno in cui la cascina venne adibita ad istituto scolastico.